# Danielle Laval
Pour les articles homonymes, voir Laval.
Danielle Laval, née le 12 octobre 1939 à Annonay, est une pianiste et professeure de musique française.

## Biographie
Danielle Laval naît le 12 octobre 1939 à Annonay.
Elle aborde le piano très jeune puis étudie au Conservatoire de Paris, où elle est élève de Vlado Perlemuter et Jean Hubeau.
À l'issue de sa scolarité, elle se consacre à des recherches musicales et à des répertoires oubliés ou négligés. Elle se fait notamment connaître du grand public grâce à un enregistrement discographique consacré à des études pour piano de Lazare-Lévy, Blumenfeld, Moskowski et Mendelssohn. Elle grave également en première mondiale l'intégrale des Études de Clementi (Gradus ad parnassum).
Danielle Laval est professeure à l'École normale de musique de Paris.

## Discographie
Danielle Laval a d'abord enregistré pour La Voix de son maître/EMI Classics dans la décennie 1970 avec René Challan comme directeur artistique, puis quelques disques pour Accord/Universal dans les années 1980 (Clementi réédité par Decca) enfin chez Valois/Auvidis/Naïve à partir de 1992.
- Roussel : Concerto pour piano – Orchestre de Paris, dir. Jean-Pierre Jacquillat (1er juin 1969, « Esprit français » EMI) (OCLC 39781153) — avec le Concertino pour violoncelle, Pour une fête de printemps et la Suite en fa.
- Tchaikovski, Musique pour piano (1974, EMI) (OCLC 1160321310)
- Grieg : Ballade, Oisillon, Jour de Noces, Valse, Arietta, Au Berceau, Sonate, Sérénade française, Danse des Sylphes, Papillon, Feuille d'Album, Au Printemps, Marche nuptiale. Enregistrement de 1976 pour EMI Directeur artistique René Challan - (OCLC 54457336)
- Les plus célèbres « bis » du piano (1976, EMI 4891552) (OCLC 658805472 et 839065652) — Bach, Choral (Jésus, que ma joie demeure, arr. M. Hess) ; Scarlatti, Sonate K. 96 ; Lully (Gavotte en rondeau) ; Daquin (Le Coucou) ; Haendel (L'harmonieux forgeron) ; Boccherini (Menuet en la majeur, op. 13 no 5) ; Tambourin, Marche Turc, Pour Élise, etc.
- Études pour le piano : Saint-Saëns (op. 52 no 6 ; Étude op. 111 no 6 « Toccata »), Moszkowski (Études de virtuosité, op. 72), Henselt (Étude op. 2 no 6) et Lazare-Lévy (Six Études) (1977, EMI) (OCLC 40051352)
- Chopin : Rondo opus 1, Rondo à la mazur opus 5, Introduction en ut mineur et Rondo en mi bémol, op. 16, Rondo pour deux piano, op. 73 – avec Teresa Llacuna (juin/décembre 1978, EMI) (OCLC 18384878 et 78934960) — avec les Concertos par Garrick Ohlsson.
- Chaminade : Œuvres pour piano (mars/juin 1979, coll. « Esprit français » EMI) (OCLC 38941972 et 8892308)
- Schubert : Adagio e rondo concertante en fa majeur pour piano et cordes D.487 – avec le Trio Euterpe (1979, Arion ARN38478) (OCLC 1262668120) — Trios à cordes D.471 et D.581
- Clementi : Gradus ad Parnassum (juillet/août 1981, 5 LP Accord CC 150 021 / 4 CD Accord 4658892, 4765042 / Decca)[2] (OCLC 14519971)
- Chopin : Berceuse opus 57, Barcarolle opus 60, Boléro opus 19, Tarantelle opus 43, Ecossaises opus 72, Etudes posthumes, Introduction et Rondo opus 16, Sonate n°3 opus 58. La voix de son maître
- Poulenc : Nocturnes, Novelettes, Improvisations, Presto, Pastourelles. Disque enregistré chez Lontano (ASIN B0051QQFUC)
- Mozart : Variations pour piano, vol. 1 : Kv. 180, 265, 398, 455, 573 (mai 1989, Accord)[3] (OCLC 38540267)
  - Mozart, Variations, vol. 2 : Kv. 179, 352, 354, (novembre 1990, Accord 201292) (OCLC 659311600)
  - Mozart, Variations, vol. 3 : Kv. 25, 353, 460, 613 (novembre 1990, Accord) (OCLC 906035763)
  - Mozart, Variations, vol. 4 : Kv. 54, 137, 264, 500 (1991, Accord) (OCLC 410397736)
- Hummel : Sonate pour piano op. 81 ; 24 Études op. 125 (mars 1992, Valois V4667)[4] (OCLC 658669488)
- Rota : 
  - Piano seul : Deux valses sur le nom de Bach, Variations sur le nom de Bach, Sept pièces pour enfants, Ippolito gioca, Quinze Préludes
  - Concertos : Concerto soirée per piano e orchestra, Balli per piccola orchestra, Fantasia soppra 12-note del « Don Giovanni » per piano e orchestra, Sonata per orchestra da camera – Orchestra città di Ferrara, dir. Giuseppe Grazioli (mai 1993/mars 1997, 2 CD Valois Travelling K1034/Naïve V1003) (OCLC 55089124)
- Mendelssohn : Rondo capriccioso op. 14 ; Préludes et fugues op. 35 ; Variations sérieuses op. 54 ; Canzonetta (mai 1994, Valois V4729) (OCLC 221752935)
- Legrand, Concertino « Un été 42 » ; André Hossein (Concerto no 3 « Una fantasia ») ; Bernard Herrmann (Concerto macabre) ; Jean Wiéner (Concerto no 1 « Franco-américain ») – Orchestre philharmonique de Monte-Carlo, dir. Pascal Verrot (mai 1995, Arion / Naïve V4979) (OCLC 658516410 et 57139567)
- Franck : Variations symphoniques – Orchestre national Bordeaux Aquitaine, dir. Alain Lombard (septembre 1995, Valois V4764) (OCLC 1115187237) — avec la Symphonie en ré et Les Djinns.
- Castelnuovo-Tedesco : L'Œuvre pour musique de chambre avec guitare : Fantaisie pour guitare et piano, op. 145 – avec Stephan Schmidt, guitare (1997, Valois V4789)[5] (OCLC 658695099)
- Rózsa : Spellbound Concerto, Concerto pour piano opus 31 – Orchestre symphonique de Hongrie, dir. László Kovács (septembre 1998, Valois V4841)[6] (OCLC 850885510) — avec la suite Ben-Hur
- Mendelssohn : Romances sans paroles - disque enregistré en 2008 pour Warner dans la salle de l'Arsenal de Metz. (OCLC 825646981366)[7]